# Bernardo Gutiérrez de Lara
Bernardo Gutiérrez de Lara, primer gobernador constitucional del estado mexicano de Tamaulipas entre 1824 y 1825, nativo de Villa de Revilla (Guerrero Viejo), Nuevo Santander ahora Tamaulipas. Gutiérrez de Lara tenía la idea de emancipar a Nueva España de España, reclutando y armando a veinte hombres. En Texas, junto con José Menchaca, habló con los aborígenes para convencerlos de pelear contra los españoles. Después se fue en su embarcación al pueblo de Galveston.

## Trayectoria
A principios de 1811 se entrevistó con Miguel Hidalgo e Ignacio Allende en la hacienda de Santa María, en el hoy Municipio de Ramos Arizpe. Recibió el grado de teniente coronel y fue nombrado el primer diplomático mexicano acreditado en Washington, y el 10 de diciembre de 1811 fue a la Casa de Representantes para solicitar apoyo para la causa independentista mexicana. Fue perseguido por el capitán realista (antes independentista) Ignacio Elizondo a quien derrotó en un paraje conocido con el nombre de El Alazán (Condado de Béxar) el 20 de junio de 1813, posteriormente fue perseguido por dos mil quinientos hombres al mando del brigadier realista Joaquín de Arredondo quien llegó a San Antonio el 17 de agosto. Durante esos meses llegó el oficial de la marina española José Álvarez de Toledo y Dubois quien fue representante de las Cortes de Cádiz por la isla de Santo Domingo pero había desertado en abril de 1811, tomó el mando de los hombres de Gutiérrez Lara y juntos enfrentaron a las fuerzas de Arredondo. Los hombres de Álvarez y Gutiérrez fueron derrotados esta vez por Elizondo en la batalla de Medina, quien ordenó fusilamientos masivos, al conocer las ejecuciones de los gobernantes realistas Simón de Herrera y Leyva y Manuel María Salcedo realizadas en abril. Un subordinado español llamado Miguel Serrano al presenciar la masacre tomó su espada y mató a Elizondo el 2 de septiembre. Arredondo publicó un bando de indulto para todos los insurgentes a excepción de Álvarez de Toledo, que posteriormente volvió a jurar fidelidad a España, y Gutiérrez Lara logrando escapar ambos. Está enterrado en la Iglesia de Santiago Apóstol, en Santiago, Nuevo León.